# گیگاثانیه
یک گیگاثانیه(به انگلیسی: Gigasecond) (با نماد Gs) برابر با ۱ میلیارد ثانیه یا تقریبا ۳۱٫۷ سال است.
این صفحه شامل فهرستی از زمان‌های بین ‍۱ تا ۱۰۰۰ گیگاثانیه یا ۳۱٫۷ تا ۳۱٬۷۰۰ سال است. این زمان‌بندی شامل تمام تاریخ بشر از دوره انسان کرومانیون تا امروز است.

## ۱ تا ۱۰ گیگاثانیه
- ۳۵ سال (۱٫۱۰ × ۱۰۹ ثانیه) - حداقل سن برای ریاست جمهوری آمریکا براساس قانون اساسی این کشور
- ۳۶ سال (۱٫۱۴ × ۱۰۹ ثانیه) - رکورد بیشترین طول عمر یک گربه
- ۵۰.۵ سال (۱٫۵۹ × ۱۰۹ ثانیه) - سن متوسط یائسگی در انسان
- ۵۲ سال - طول یک دور در گاه‌شماری مایا
- ۶۰ سال - طول یک چرخه کامل در گاه‌شماری چینی
- ۶۳ سال و ۸ ماه - مدت سلطنت ملکه ویکتوریا
- ۶۴ سال - مدت سلطنت رامسس دوم
- ۶۵ سال (۲٫۰۵ × ۱۰۹ ثانیه) - سن رایج بازنشستگی
- ۷۲ سال و ۳ ماه و ۱۸ روز (۲.۲۸ × ۱۰۹ ثانیه) - مدت سلطنت لوئی چهاردهم
- ۷۴ سال - مدت زمان حکومت کمونیستی در شوروی
- ۷۵ سال (۲٫۳۷ × ۱۰۹ ثانیه) - امید به زندگی در کشورهای جهان اول
- ۷۸ سال - تخمین حداکثر طول عمر فیل
- ۸۴٫۳ سال - یک دور گردش اورانوس
- ۱۰۰ سال (۳٫۱۵۶ × ۱۰۹ ثانیه) - یک سده. مدت تقریبی امپراتوری اینکا
- ۱۱۶ سال - مدت جنگ صدساله
- ۱۲۲ سال و ۱۶۴ روز (۳٫۸۶ × ۱۰۹ ثانیه) - رکورد بیشترین طول عمر ثبت شده برای انسان (ژان لوییز کالمان)
- ۱۶۵ سال - یک دور گردش نپتون
- ۱۹۰ سال - بیشترین عمر ثبت شده برای یک لاک‌پشت، پیرترین جاندار خشکی
- ۲۴۷٫۷ سال - یک دور گردش پلوتو
- ۲۸۳٫۲ سال - یک دور گردش هائومیا
- ۲۸۸ سال - یک دور گردش سیارک ۵۰۰۰۰
- ۳۰۲ سال - مدت حکومت استعماری اسپانیا بر مکزیک
- ۳۰۴ سال - مدت حکومت دودمان رومانوف بر روسیه
- ۳۰۹ سال - یک دور گردش ماکی‌ماکی

## ۱۰ تا ۱۰۰ گیگاثانیه
- ۳۳۰ سال - مدت حکومت گورکانیان بر هند
- ۳۳۱ سال - مدت حکومت دودمان پلانتاژنت بر انگلستان
- ۳۶۰ سال - طول یک سال الهی در اساطیر هندو
- ۳۶۷ سال - مدت اشغال بریتانیا توسط روم
- ۳۹۴٫۲۵۶ سال (۱۴۴٬۰۰۰ روز) - مدت یک باکتن در گاه‌شماری طولانی آمریکای میانه
- ۴۰۳ سال - مدت حکومت دودمان هوهنزولرن  بر براندنبورگ، پروس و امپراتوری آلمان
- ۴۶۰ سال - مدت حکومت تزارها بر روسیه
- ۵۰۷ سال - مدت حکومت امپراتوری روم
- ۵۱۹ سال - مدت تقریبی حکومت پادشاهی فرانسه از اتحاد ایالات فرانسه تحت پادشاهی لویی نهم تا انقلاب فرانسه
- ۵۵۷ سال - انقلاب اریس
- ۶۲۴ سال - مدت حکومت امپراتوری عثمانی
- ۷۹۰ سال - مدت تقریبی حکومت دودمان ژو بر چین، طولانی‌ترین دوره حکومت در تاریخ چین
- ۸۴۴ سال - مدت حکومت امپراتوری مقدس روم
- ۸۶۴ سال - مدت حکومت پادشاهی اسکاتلند
- ۹۶۹ سال - سن متوشالح در سفر پیدایش هنگام مرگ
- ۱۰۰۰ سال (۳.۱۶ × ۱۰۱۰ ثانیه) - یک هزاره
- ۱۵۳ سال - مدت حکومت امپراتوری روم شرقی
- ۱۲۹۲ سال - مجموع مدت خلافت جمعی از خلفای اسلامی
- ۱۴۶۰ سال - طول یک چرخه سوتیک؛ مدت زمانی که طول می‌کشد تا گاه‌شماری مصر باستان با شباهنگ در یک تراز قرار گیرند.
- ۲۱۲۲ سال - مدت حکومت امپراتوری چین باستان
- ۳۱۰۰ سال - مدت حکومت فرعون‌ها بر مصر

## ۱۰۰ تا ۱۰۰۰ گیگاثانیه
- ۵۱۲۵٫۳۶ سال (۱٬۸۷۲٬۰۰۰ روز) - یک پیک‌تن در گاه‌شماری طولانی آمریکای میانه
- ۱۲٬۰۵۹ سال - یک دور گردش سدنا
- ۱۵٬۰۰۰ سال - یک سال پلاتویی؛ زمانی که طول می‌کشد تا هفت سیاره کلاسیک در یک تراز خاص قرارگیرند
- ۲۵٬۷۶۵ سال - یک ابرسال؛ تکمیل چرخه حرکت تقدیمی اعتدالین